# Endiorass Kingley
Endiorass Kingley (* 12. Juni 2002 in Linz) ist ein nigerianisch-österreichischer Leichtathlet, der sich auf den Dreisprung spezialisiert hat und seit 2021 für Österreich startberechtigt ist.

## Sportliche Laufbahn
Erste internationale Erfahrungen sammelte Endiorass Kingley im Jahr 2021, als er bei den U20-Europameisterschaften in Tallinn mit einer Weite von 15,84 m den vierten Platz belegte. Anschließend erreichte er bei den U20-Weltmeisterschaften in Nairobi mit 15,75 m Rang fünf. 2023 wurde er bei der 3. Liga der Team-Europameisterschaft im Zuge der Europaspiele in Chorzów mit 15,38 m Vierter und anschließend belegte er auch bei den U23-Europameisterschaften in Espoo mit 16,06 m den vierten Platz. Daraufhin gelangte er bei den Balkan-Meisterschaften in Kraljevo mit 15,84 m auf den siebten Platz. Im Jahr darauf belegte er bei den Balkan-Hallenmeisterschaften in Istanbul mit 16,01 m den fünften Platz und im Mai wurde er bei den Freiluft-Balkan-Meisterschaften in Izmir mit 16,17 m Vierter. 2025 gelangte er bei den Balkan-Hallenmeisterschaften in Belgrad mit 16,07 m auf den vierten Platz und kurz darauf verpasste er bei den Halleneuropameisterschaften in Apeldoorn mit 16,25 m den Finaleinzug.
In den Jahren 2021 und 2022 wurde Kingley österreichischer Staatsmeister im Dreisprung im Freien sowie von 2022 bis 2025 in der Halle. Zudem wurde er 2024 auch Hallenmeister in der 4-mal-200-Meter-Staffel.

## Persönliche Bestleistungen
- Hochsprung: 2,03 m, 12. Februar 2022 in Linz
- Dreisprung: 16,48 m, 2. Juni 2025 in Rovereto